# Vesta Tilley
Vesta Tilley, (eg. Matilda Alice Powles), född 13 maj 1864 i Commandery Street, Worcester, Worcestershire, England, död 16 september 1952 i London, var en brittisk sångerska och music hall-stjärna; den mest kända och högst betalda under sin tid. 
Hon gjorde scendebut vid 3 1/2 års ålder. Hon är mest känd för sina roller utklädd till man – ett av hennes mest kända revynummer och sånger är Berlington Bertie from Bow som hon sjöng första gången 1915 och som blev en av den engelska music hall-scenens allra mest kända schlagers.
1890 gifte hon sig Walter de Freece, som var son till en teaterägare. Hennes make grundade en kedja av nöjeslokaler, "Hippodrome", där Vesta uppträdde. Under första världskriget sålde Tilley krigsobligationer, hennes make engagerade sig politiskt och blev parlamentsledamot. Walter de Freece utnämndes till riddare 1919 för sin krigsinsats, varpå Vesta Tilley blev Lady de Freece.
Hon gjorde sitt sista framträdande i London 1920 och bosatte sig sedan i Monte Carlo. När hennes make avled 1935 återvände hon till London, där hon avled 88 år gammal, 1952. Vesta Tilley begravdes tillsammans med sin man på Putney Vale Cemetery.
Tilleys självbiografi, Recollections of Vesta Tilley, publicerades 1934.